# Ещё раз про кота
«Ещё раз про кота» — российский короткометражный рисованный мультипликационный фильм 2001 года студии «Союзмультфильм».
Первый из двух сюжетов мультипликационного альманаха «Весёлая карусель» № 33.

## Сюжет
Смешная история об отношениях любимого кота и только что подаренной птички.
Рыжий кот жил у любящей его хозяйки прекрасно: был обласкан и закормлен. Вдруг хозяйке подарили попугая в клетке. Попугай то орал, то храпел. Кот не мог уснуть и наконец не выдержал. Он подкрался, открыл дверцу клетки и выкинул попугая в открытое окно. Затем он довольный улёгся на подоконнике и уснул.

## Создатели
| Режиссёр             | Наталия Елина                    |
| Сценарист            | Наталия Елина                    |
| Художник-постановщик | Наталия Елина                    |
| Аниматор             | Дмитрий Куликов                  |
| Роли озвучивал       | Дмитрий Пожарский                |
| Композиторы          | Тимур Абрасуилов, Михаил Иванчук |
| Консультант          | Эдуард Назаров                   |

- Создатели приведены по титрам мультфильма.

Мультфильм участвовал в конкурсной программе фестиваля «Суздаль-2002».